# یواس‌اس بنکرفت (دی‌دی-۵۹۸)
یواس‌اس بنکرفت (دی‌دی-۵۹۸) (به انگلیسی: USS Bancroft (DD-598)) یک کشتی بود که طول آن ۳۴۷ فوت ۱۰ اینچ (۱۰۶٫۰۲ متر) بود. این کشتی در سال ۱۹۴۱ ساخته شد.